# 馬卡基洛 (夏威夷州)
馬卡基洛（英語：Makakilo）是位於美國夏威夷州檀香山縣的一個人口普查指定地區。

## 地理
馬卡基洛的座標為21°21′10″N 158°05′27″W / 21.35278°N 158.09083°W，而該地最高點為海拔高度183米（即600英尺）。

## 人口
根據2010年美國人口普查的數據，馬卡基洛的面積為9.90平方千米，均為陸地。當地共有人口18248人，而人口密度為每平方千米1,843.23人。